# Pristimantis sobetes
Pristimantis sobetes är en groddjursart som först beskrevs av Lynch 1980.  Pristimantis sobetes ingår i släktet Pristimantis och familjen Strabomantidae. IUCN kategoriserar arten globalt som starkt hotad. Inga underarter finns listade i Catalogue of Life.